# Дудник сахалинский
Ду́дник сахали́нский (лат. Angelica sachalinensis) — вид растений рода Дудник семейства Сельдерейные (Apiaceae) или Зонтичные (Umbelliferae).

## Ботаническое описание
Многолетнее растение высотой 80—250 см.
Стебель полый 1,5-—2 см толщиной, голый, ветвистый.
Листья прикорневые, широкотреугольные, 30—50 см длиной и такой же ширины, на длинных черешках, при основании сразу расширенных во вздутое влагалище, дважды или трижды перисто-рассечённые.
Цветки собраны в большие зонтики с 20—50 почти равными лучами, в поперечнике 8—17 см; обертки нет; зонтички 30—40-цветковые, с опушенными цветоножками, в поперечнике 1—1,5 см; лепестки белые или слегка розоватые, 1,5 мм длиной, наверху выемчатые и в выемке с загнутой внутрь долькой; плоды широкояйцевидные, 4—6 мм длиной и 3—4,5 мм шириной.
Цветёт с июля по август.

## Распространение и экология
Произрастает на Дальнем Востоке России (на Сахалине, Курильских островах, в Приамурье и Приморье), в Японии, Китае.
Растёт в лесах, в зарослях бамбука, на горных высокотравных лугах.

## Значение и применение
Корни растения используются с лечебной целью.
Отвар из корней растения применяется как гемостатическое средство при гематурии, при респираторных инфекциях.
В китайской народной медицине препараты из корней растения употребляли как жаропонижающие, мочегонные, болеутоляющие и наружные противовоспалительные.

## Синонимы
- Angelica amurensis Schischk.
- Angelica anomala var. sachalinensis (Maxim.) H.Ohba
- Angelica kawakamii Koidz.
- Angelica rupestris Koidz.
- Angelica sachalinensis Maxim.
- Angelica sachalinensis var. kawakamii (Koidz.) T. Yamazaki
- Angelica sachalinensis f. saninensis T. Yamazaki
- Coelopleurum rupestre (Koidz.) T. Yamazaki